# Percy Avock
Percy Avock (Port Vila, 10 giugno 1968) è un allenatore di calcio vanuatuano, commissario tecnico dei Malampa Revivors.

## Carriera
Da allenatore ha guidato la propria Nazionale alla Coppa d'Oceania 2012.

## Palmarès

### Allenatore

#### Competizioni nazionali
- Division d'Honneur: 1

Le Mons-Dore: 2011